# Craspedolepta brevicauda
Craspedolepta brevicauda är en insektsart som beskrevs av Loginova 1962. Craspedolepta brevicauda ingår i släktet Craspedolepta och familjen rundbladloppor. Inga underarter finns listade i Catalogue of Life.